# 阿部秀保
阿部 秀保（あべ ひでお、1955年（昭和30年）4月26日 - ）は、日本の政治家。勲等は旭日小綬章。
宮城県東松島市長（3期）、矢本町議会議員（5期）などを歴任した。

## 来歴
宮城県矢本町（現・東松島市）出身。中央大学法学部卒業。
1987年（昭和62年）、矢本町議会議員選挙に初当選。1999年（平成11年）8月から議長を2期務めた。
2005年（平成17年）4月1日、矢本町と鳴瀬町の合併により東松島市が発足。これに伴って4月29日に行われた市長選で初当選。3選後、引退。
2025年（令和7年）春の叙勲で旭日小綬章を受章した。